# Jochen Enterprises
Jochen Enterprises – Gesellschaft zur Förderung intelligenter Unterhaltung bR (Eigenschreibung: JOCHEN Enterprises) war ein von Oktober 1992 bis 2000 existierender deutscher Comicverlag mit Sitz in Berlin. Vor der eigentlichen Verlagsgründung durch Dagie Brundert, Gabriele Kahnert, Torsten Alisch und Dirk Baranek war Jochen Enterprises darüber hinaus ab 1990 ein Projekt für die Produktion, Aufführung und den Vertrieb von Kurzfilmen aus der Berliner Szene.
Der Name des Verlags leitet sich ab von Der Jochen, einem ab 1989 nur auf (Kurzfilm-)Filmfestivals erschienenen Magazin, wobei der Titel auf Jochen Pollitt, den Veranstalter des Open Air Filmfest Weiterstadt, anspielt.
Jochen Enterprises war der zentrale Verlag für deutsche und ausländische Alternative Comics in Deutschland. Viele der ausländischen Comicautoren und -zeichner, auf die Alisch und Baranek durch ihre Arbeit im Berliner Comicladen Grober Unfug aufmerksam geworden waren, wurden durch Jochen Enterprises erstmals auf Deutsch verlegt. Zum verlegten Ensemble gehörten u. a. Chester Brown, ©TOM, OL, Fil, Fickelscherer, Jim Woodring, Max Andersson, Hansi Kiefersauer, Katz & Goldt, LGX Lillian Mousli, ATAK, Anke Feuchtenberger, Peter Bagge, Rattelschneck, Klaus Cornfield, Reinhard Kleist und Andrew Vachss.
2000 stellte Jochen Enterprises das Verlagsgeschäft ein, da das Geschäft nicht mehr profitabel war. Das Verlagsangebot wurde seitdem teilweise unter anderem von den Verlagen Edition Moderne, Reprodukt und dem Zwerchfell Verlag übernommen.
Das gesamte Verlagsarchiv mit Autorenkorrespondenz und dem gesamten Verlagsprogramm befand sich zunächst in Besitz des Kulturamtes der Stadt Erlangen. Im April 2015 wurde das Archiv übernommen vom Centre BD de la Ville de Lausanne.